# 屌丝男士
屌丝男士（英文：Diors Man）源于屌丝文化，是搜狐视频网站自制上传的迷你網絡剧，每周推出1集。本剧是一部向电视剧《屌丝女士》致敬的喜剧短片，由赵本山第53位弟子大鹏執导，並在片中饰演现实生活中的各种类型的男性，並邀请多位明星参演与客串。
《屌丝男士》第一季共7集，於2012年10月10日首播，每周三更新；第二季共6集，於2013年6月5日播出。第三季於2014年2月26日播出。
2014年4月底，继美国电视剧《生活大爆炸》、《傲骨贤妻》在中国被封禁后，《屌丝男士》也在搜狐视频被全面删除，并接受中国当局的审查。这可能是因为该剧涉及了色情和其他违规内容，也可能与中国当局近期发起的反互联网淫秽色情专项行动“净网2014”有关。2014年5月中，《屌丝男士》重新在搜狐视频上线，其中大量性暗示的情节及日本AV女优参演的情节均被删除。
第四季己于2014年5月开拍，并邀请到了德国“屌丝女士”玛蒂娜·希尔（Martina Hill）加盟新一季的拍摄。而该季被证实是此系列剧的最后一季。而在2015年7月上映的喜剧电影《煎饼侠》是这部剧延伸的电影版。

## 季度集數概述
| 季度 | 集數 | 首播時間       | 備註            |
| ---- | ---- | -------------- | --------------- |
| 1    | 7集  | 2012年10月10日 | 6集+1集(贺岁版) |
| 2    | 6集  | 2013年6月5日   |                 |
| 3    | 8集  | 2014年2月26日  |                 |
| 4    | 8集  | 2015年5月20日  |                 |

## 第一季
- 第1集 柳岩、孙俪、陈静、赵铭、杨璞、何云伟、李菁、李健仁（香港）、司马南、沈腾、何亚萌
- 第2集 于莎莎、高秀凤、乔杉、陈静、吴奇隆（台湾）、柳岩、沈腾、周维克、许楚涵、李响、木子美、许维恩（台湾）、沈腾、李健仁（香港）
- 第3集 李亚红、修睿、乔杉、李代沫、柳岩、梁超、李响、邹市明、李健仁（香港）、许可嘉、小穎子、米勒（美国）、圣斗士
- 第4集 弦子、梁超、姜涛、吴莫愁、高秀凤、李代沫、柳岩、李健仁、许楚涵、刘心、赵铭
- 第5集 何云伟、吴志雄（香港）、梁超、姜涛、小颖子、杜奕衡、周维克、孟茜、许维恩（台湾）、刘心、小徐（台湾）、柳岩、郁可唯、鼓无双打击乐团
- 第6集 柳岩、乔杉、修睿、李亚红、吴孟达（香港）、何云伟、李菁、骆达华（香港）、何亚萌、小徐、春子、许可嘉、司马南、刘心、成龙蜡像、于莎莎、许维恩（台湾）
- 贺岁版 李健仁

## 第二季
- 第1集 汤唯、吴秀波、邓超、王学圻、王学兵、蓝燕 等
- 第2集 林志玲、蓝燕、汤唯、吴秀波、贾玲、王迅、韩寒（客串） 等
- 第3集 柳岩、杨幂、温兆伦、方龄 等
- 第4集 柳岩、王迅、蓝燕 等
- 第5集 柳岩、许维恩、于莎莎、王学兵、王学圻、方龄 等
- 第6集 柳岩、于莎莎、王迅、波多野结衣（客串） 等

## 第三季
- 第1集 潘斌龙、乔杉、马薇、腾格尔、白百何、柳岩、任重、谢孟伟、于洋、拓也哥、祝绪丹、文章、冷婉婉、Lee Pasha、約翰尼·蓋爾克奇
- 第2集 莫涂弘哲、乔杉、柳岩、黄海波、墨霏、野狼、于莎莎、赵英俊、王红旗、王亚轩、吉泽明步、叫兽易小星、刘循子墨、葛布
- 第3集 于洋、马志俭、朱晨、苑琼丹、黄百鸣、乔杉、拓也哥、@布小什大师、柳岩、文章、叫兽易小星、曹洋、璐璐、王红旗、衣云鹤、吉泽明步
- 第4集 吉泽明步、赵雪、薛小岚、张娟、叫兽易小星、姜涛、春子、潘斌龙、Makiyo（川岛茉树代）、曹然然、黄海波、柳岩、于健、梁超、于莎莎、乔杉
- 第5集 谢孟伟、唐金、柳岩、文章、姜雨辰、任重、吉泽明步、黄百鸣、宋冬野、Makiyo、马志俭、朱晨、苑琼丹、衣云鹤
- 第6集 琥爷、吉泽明步、于洋、腾格尔、冷碗碗、姜涛、Makiyo、潘斌龙、二丁目拓也、衣云鹤、朱晨、叫兽、易小星、柳岩、黄艺馨、黄海波
- 第7集 吉泽明步、乔杉、野狼、黄百鸣、盛君、柳岩、黄健翔、刘家超、马志俭、莫涂、弘哲、陈泽霖、苏震宇、薛小冉、梁超、衣云鹤、姜涛
- 第8集 吉泽明步、柳岩、璐璐、于洋、曹阳、冷碗碗、苑琼丹、冯丽丽、于莎莎、kevin、博子、马犁、乔杉

## 第四季
主要演員：范冰冰、韩庚、柳岩、宋小宝、郑容和、周韋彤、袁姍姍、玛蒂娜·希尔、张子萱、伊一、于莎莎、刘萌萌、李光洁、李夢穎 等
Kevin Qi Liang

## 参看
- 屌丝